# Platyceras
Platyceras es un género extinto de caracoles, un molusco gastropodo marino de la familia Platyceratidae. Este género se conoce desde el Ordovícico hasta el Pérmico. Es el género tipo de la familia Platyceratidae.

## Descripción
Platyceras tiene una forma distintiva fácilmente reconocible. El caparazón en forma de gorro es alto y ancho en su cara anterior. La sección posterior del caparazón en el vértice, por lo general se enrolla en forma asimétrica. Con frecuencia, las caras anteriores de las conchas están rotos, aunque las secciones posteriores están relativamente bien conservadas. Platyceras es abundante principalmente en depósitos del Devónico de hace 416 hasta hace 395 millones de años. Platyceras y otros gasterópodos platicerátidos, son conocidas por relaciones simbióticas complejas, como las tienen los crinoideos.